# ドラッグデリバリーシステム
ドラッグデリバリーシステム（Drug Delivery System, DDS）とは、体内の薬物分布を量的・空間的・時間的に制御し、コントロールする薬物伝達システムのことである。薬物輸送（送達）システムとも呼ばれる。
ロバート・ランガーはDDSの功績によりチャールズ・スターク・ドレイパー賞を受賞した。また著名な研究者として高分子ミセルによるDDSの研究によりフンボルト賞、クラリベイト引用栄誉賞を受賞した片岡一則、EPR効果の発見によりトムソン・ロイター引用賞を受賞した前田浩、経口DDSの功績によりKydonieus賞 (2020)やClemson賞(2017)を受賞したサミールミトラゴトリがいる。

## メリット
この技術を使うことにより期待されることは大きく以下の5つに還元できる。
1. 薬物作用の分離 - 特定の作用だけを取り出す、または抑え込む。
2. 効果の増強／発現 - 効果がより的確なものとなり、再現性も向上する。投資量の削減や適用拡大（新しい効能の発現など）が期待できる。
3. 副作用の軽減 - 安全域の拡大を図ることにより、QOLを改善し、患者の負担を軽減する。また、副作用から製薬化が頓挫した化合物を薬として復活させることもできる。
4. 使用性の改善 - 患者および医療従事者の負担を軽くし、薬物の服用指示違反（コンプライアンス不順守）問題の解消につながる。
5. 経済性 - 製品のライフサイクルの延長、差別化が図れる。また、医療費や関連費用の削減ができる。研究･開発の効率化が期待できる。

## 種類
大別すると、標的指向型DDS、放出制御型DDS、吸収制御型DDSの3種類がある。標的指向型は更に、能動的薬物送達系と受動的薬物送達系に分けられる。
- 能動的薬物送達系：薬物運搬体に抗体や糖鎖などを結合させて標的組織への指向性を制御する。

抗体、糖結合、 ホルモン結合、 受容体結合、 抗体薬物複合体、融合タンパク質等
- 受動的薬物送達系：薬物運搬体の粒子径や親水性などの物理化学的性質を利用して薬物の体内動態を制御する。

プロドラッグ、ポリエチレングリコール修飾、高分子ミセル、リポソーム、マイクロカプセル、シクロデキストリン、ナノ粒子等
薬物を含む粒子の径
粒子（リポソームやミセル）の径のこと。
- 直径150nm以下の小さな粒子を皮下投与すると、毛細血管壁を通過できないが毛細リンパ管には侵入できる。リンパ管は癌転移や細菌感染の主な経路であるので、抗がん剤や抗生物質を投与する際に適している。
- 直径100nm以下の粒子を静脈内に投与すると、腫瘍組織内の新生血管は壁が粗いので、血管壁を通過する。従って粒子が高濃度に腫瘍内に集積する。
- 直径5μm程度の粒子を静脈内投与すると、毛細血管を通過できないので肺に粒子が集積する。

抗体等の使用
トランスフェリンレセプターや他の腫瘍特異抗原に結合する物質（トランスフェリンや各種抗体）を粒子表面に固定すると、粒子は目標組織に高濃度に集積する。
徐放製剤
そのままでは短時間で吸収・分解されてしまう薬物を長時間にわたって一定の速度で放出し、体内への供給を持続させるよう工夫された製剤。
経皮吸収
経皮吸収剤では、そのままでは吸収されにくい薬物をより多く吸収させるためのデリバリーシステムが開発されている。
経皮吸収を促進させる技術として、電流を使ったイオン導入や超音波を使った超音波導入、極小針で皮膚に穴をあけるマイクロニードルがある。